# Kanton Pont-à-Mousson
Kanton Pont-à-Mousson (fr. Canton de Pont-à-Mousson) je francouzský kanton v departementu Meurthe-et-Moselle v regionu Grand Est. Tvoří ho 24 obcí. Před reformou kantonů 2014 ho tvořilo 17 obcí.

## Obce kantonu
od roku 2015:
| - Arnaville - Atton - Bayonville-sur-Mad - Blénod-lès-Pont-à-Mousson - Bouxières-sous-Froidmont - Champey-sur-Moselle - Fey-en-Haye - Jezainville - Lesménils - Loisy - Maidières - Montauville | - Mousson - Norroy-lès-Pont-à-Mousson - Onville - Pagny-sur-Moselle - Pont-à-Mousson - Prény - Vandelainville - Vandières - Villecey-sur-Mad - Villers-sous-Prény - Vittonville - Waville |

před rokem 2015:
- Atton
- Autreville-sur-Moselle
- Belleville
- Bezaumont
- Bouxières-sous-Froidmont
- Champey-sur-Moselle
- Landremont
- Lesménils
- Loisy
- Millery
- Morville-sur-Seille
- Mousson
- Pont-à-Mousson
- Port-sur-Seille
- Sainte-Geneviève
- Ville-au-Val
- Vittonville